# Lacul Curiacul
Lacul Curiacul este un lac natural din municipiul Câmpina, România.